# 農莊舊址

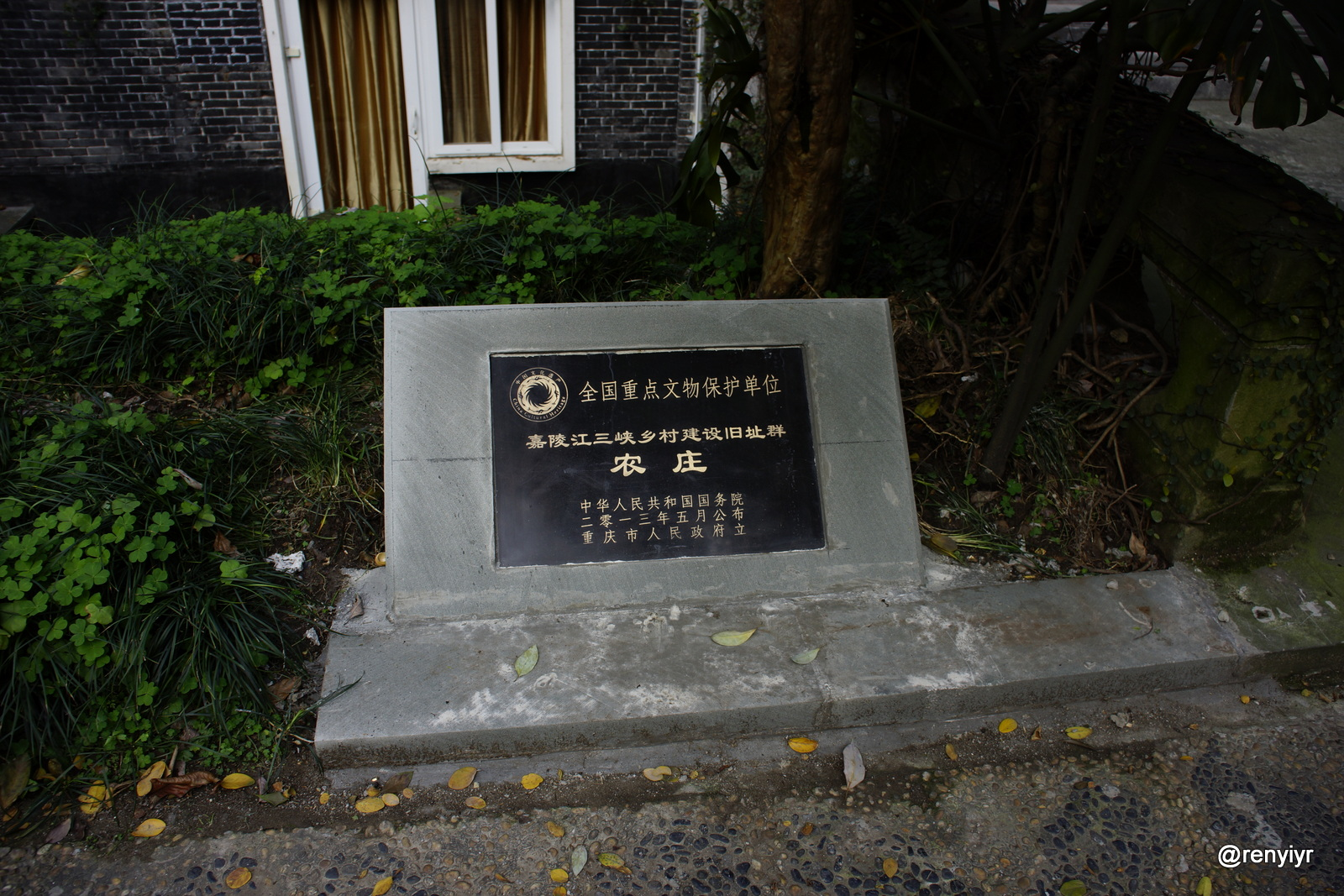
国保碑

農莊舊址位於重慶市北碚區北溫泉公園內，文物遺址年代為1932年，2009年12月15日列為第二批重慶市文物保護單位。2013年3月5日列為第七批全國重點文物保護單位。